# Amphisbaena caudalis
Amphisbaena caudalis là một loài bò sát trong họ Amphisbaenidae. Loài này được Cochran mô tả khoa học đầu tiên năm 1928.